# Rosenväppling
Rosenväppling (Hedysarum coronarium) är en ärtväxtart som beskrevs av Carl von Linné. Enligt Catalogue of Life ingår Rosenväppling i släktet buskväpplingar och familjen ärtväxter, men enligt Dyntaxa är tillhörigheten istället släktet buskväpplingar och familjen ärtväxter. Arten förekommer tillfälligt i Sverige, men reproducerar sig inte. Inga underarter finns listade i Catalogue of Life.

## Bildgalleri

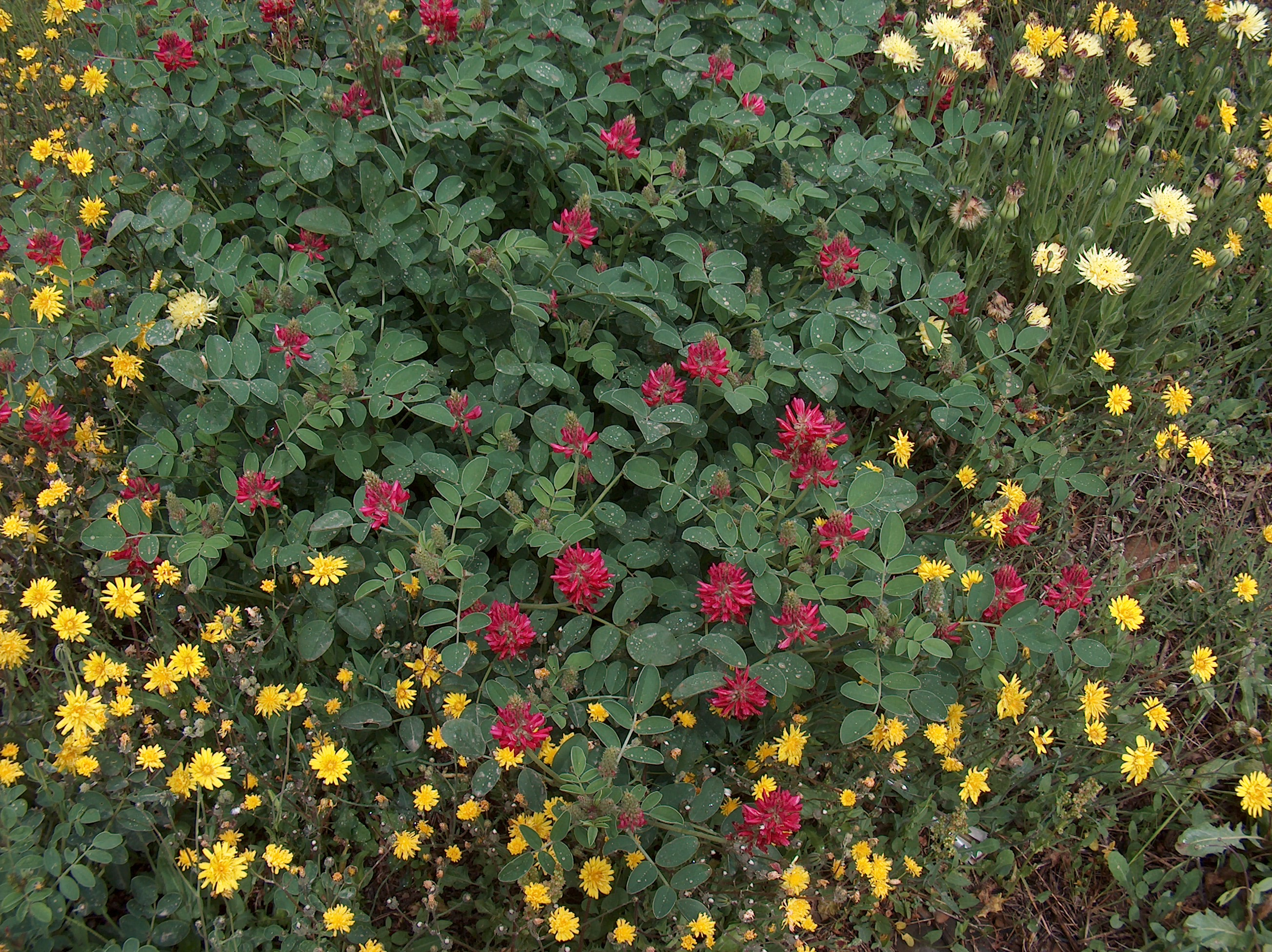
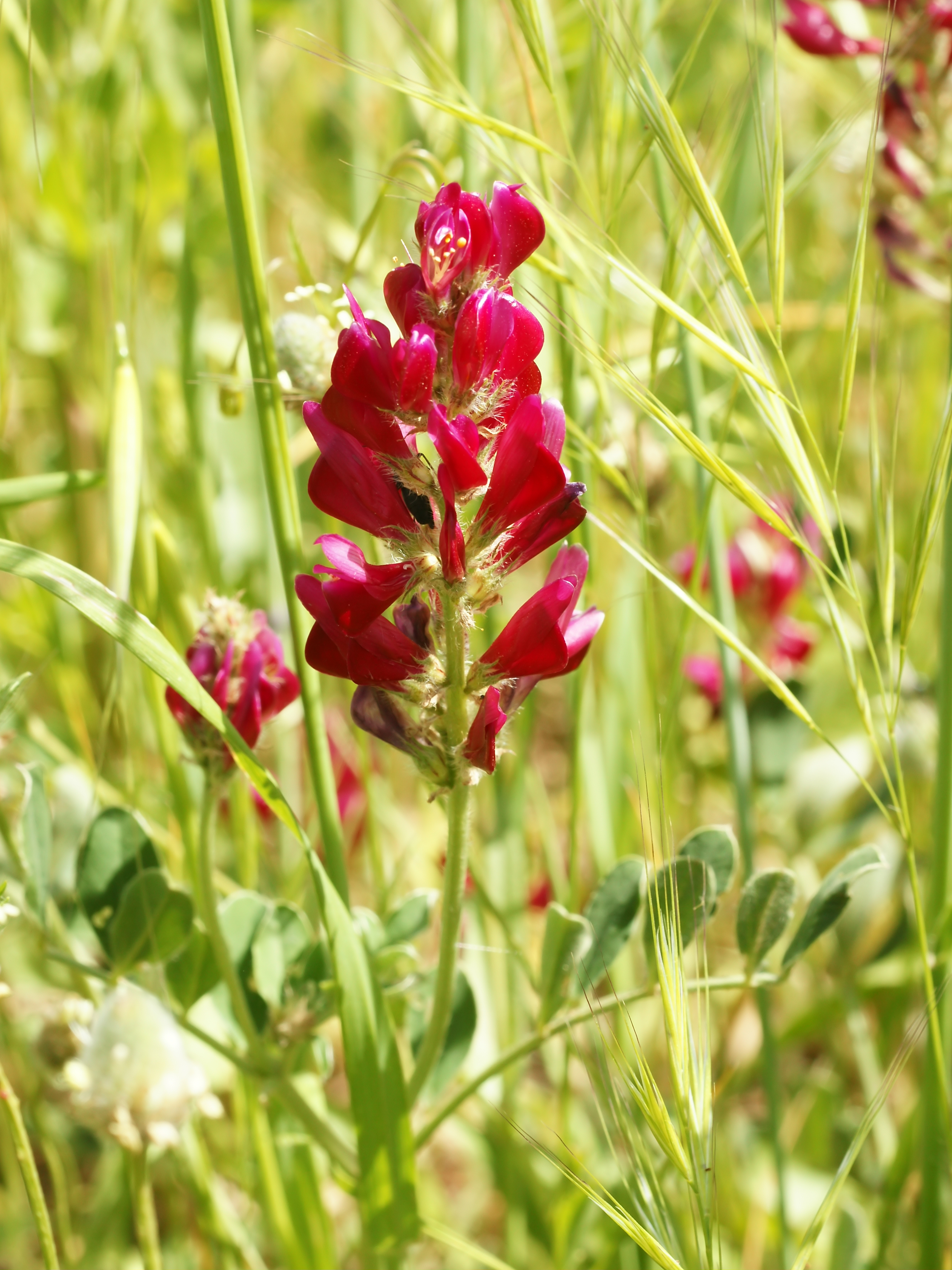
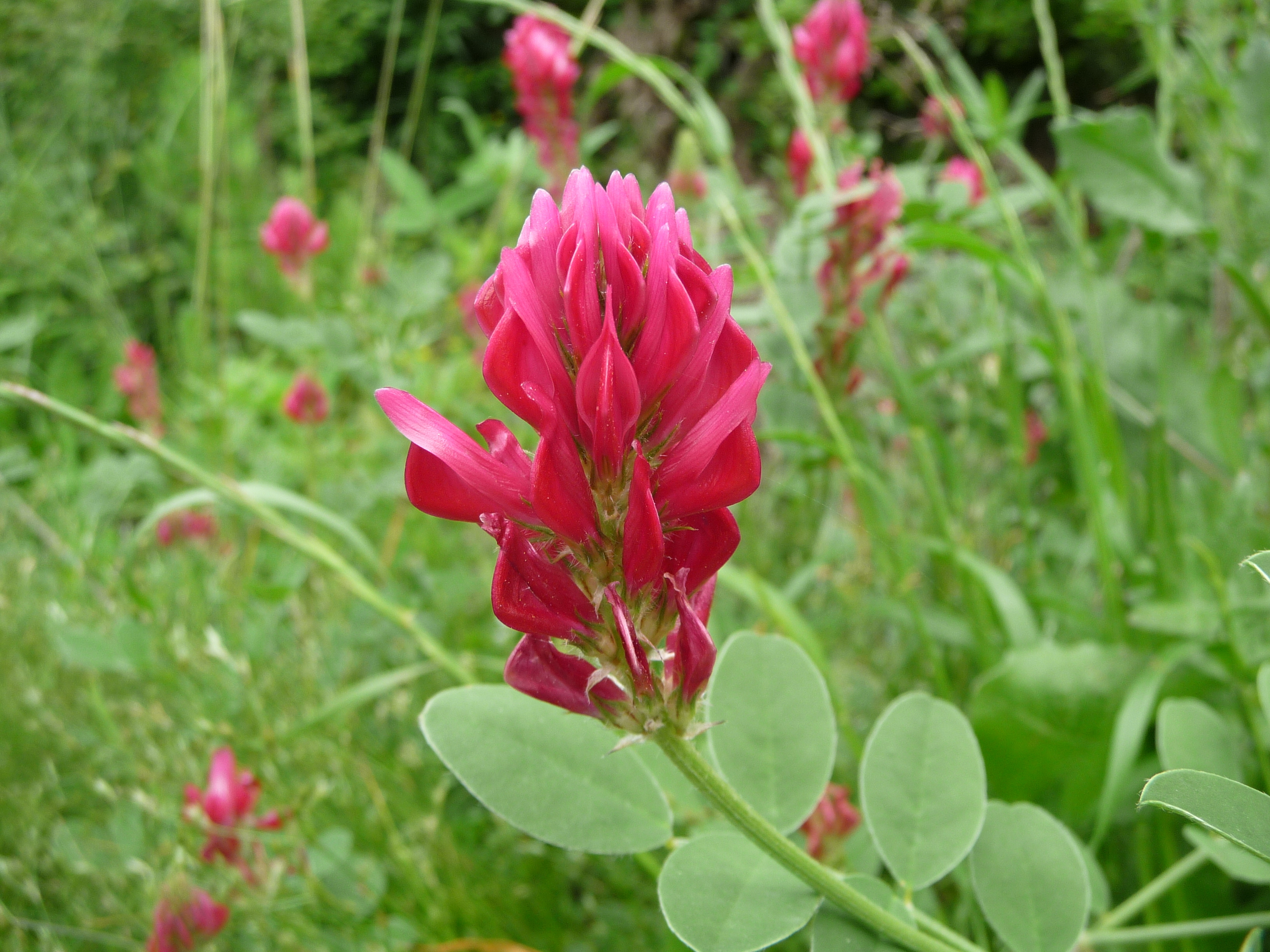
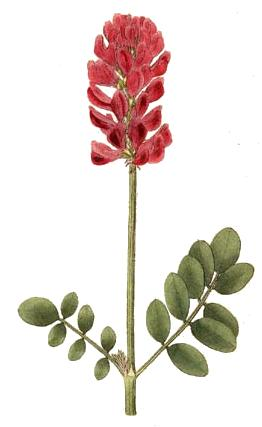
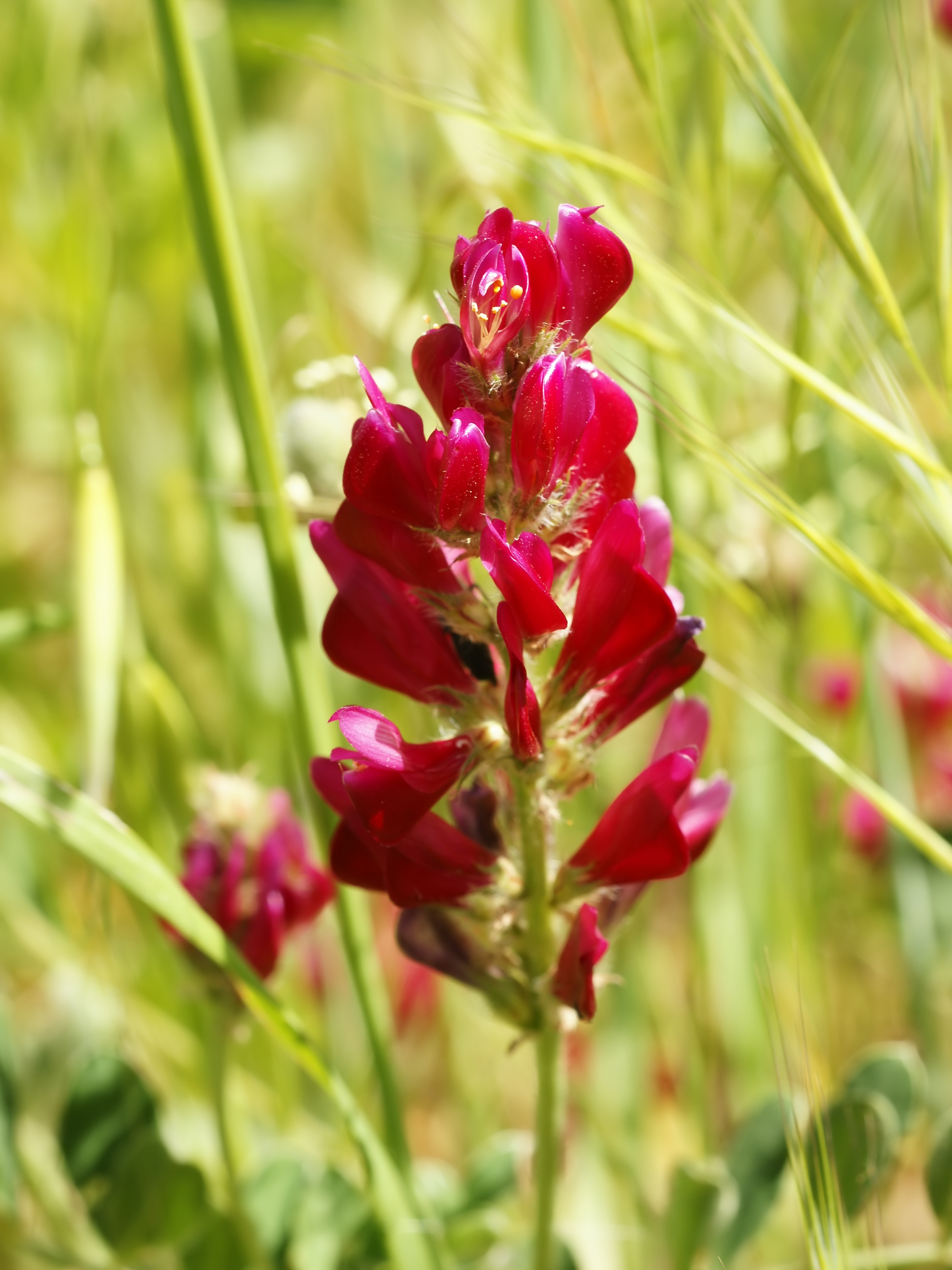
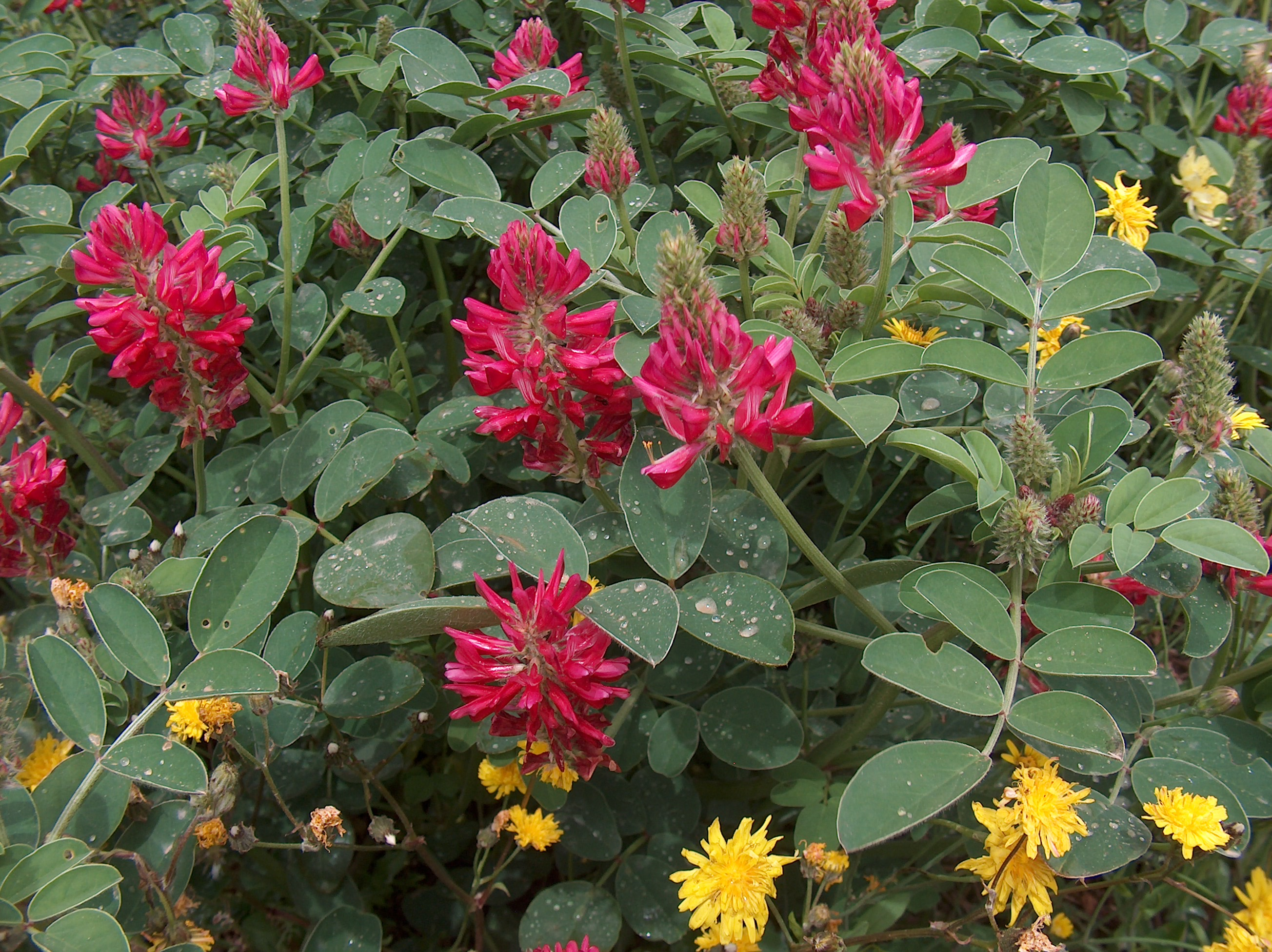